# لوهنشتدت
لوهنشتدت (به آلمانی: Luhnstedt) یک شهر در آلمان است که در رندسبورگ-اکرنفورده واقع شده‌است.
 لوهنشتدت  ۴۴۴ نفر جمعیت دارد.